# Општина Нова Молдава
Нова Молдава (рум. Moldova Nouă) је градска општина у округу Караш-Северин у југозападној Румунији. Према попису из 2011. године у општини је било 12.350 становника. Седиште општине је насеље Нова Молдава. Значајна је по присутној српској националној мањини у Румунији.
Општина Нова Молдава се налази уз Дунав, у румунском делу Ђердапа (код месних Срба познат као Банатска клисура).

## Насељена места
Општина се састоји из 4 насеља:
- Мачевић
- Молдавица
- Нова Молдава - седиште општине
- Стара Молдава

## Становништво
Према попису становништва из 2011. године у општини је живело 12.350 становника. Већинско становништво су били Румуни којих је било 74,6%, затим следе Срби са 11,2%, Роми са 2,8% и Мађари са 0,9% становништва. Село Мачевић има претежну српску већину, док су у Молдавици, Новој Молдави и Старој Молдави већина Румуни.
| Етнички састав према попису из 2011. године‍ | Етнички састав према попису из 2011. године‍ | Етнички састав према попису из 2011. године‍ | Етнички састав према попису из 2011. године‍ | Етнички састав према попису из 2011. године‍ |
| ------------------------------------------- | ------------------------------------------- | ------------------------------------------- | ------------------------------------------- | ------------------------------------------- |
|                                             |                                             |                                             |                                             |                                             |
| Румуни                                      | Румуни                                      |                                             | 9.217                                       | 74,6%                                       |
| Срби                                        | Срби                                        |                                             | 1.382                                       | 11,2%                                       |
| Роми                                        | Роми                                        |                                             | 342                                         | 2,8%                                        |
| Мађари                                      | Мађари                                      |                                             | 117                                         | 0,9%                                        |
| Чеси                                        | Чеси                                        |                                             | 99                                          | 0,8%                                        |
| непознато                                   | непознато                                   |                                             | 1.151                                       | 9,3%                                        |

На попису становништва из 1956. године општина је имала 6.220 становника, а већину су чинили Румуни.
| Етнички састав према попису из 1956. године‍ | Етнички састав према попису из 1956. године‍ | Етнички састав према попису из 1956. године‍ | Етнички састав према попису из 1956. године‍ | Етнички састав према попису из 1956. године‍ |
| ------------------------------------------- | ------------------------------------------- | ------------------------------------------- | ------------------------------------------- | ------------------------------------------- |
|                                             |                                             |                                             |                                             |                                             |
| Румуни                                      | Румуни                                      |                                             | 3.645                                       | 58,6%                                       |
| Срби                                        | Срби                                        |                                             | 2.419                                       | 38,9%                                       |